# El último adiós a la señora Cheyney
El último adiós a la señora Cheyney (en inglés: The Last of Mrs. Cheyney), es una película estadounidense de 1937. Se trata de comedia dramática dirigida por Richard Boleslawski y protagonizada por Joan Crawford, William Powell, Robert Montgomery y Frank Morgan, que adapta la obra de teatro The Last of Mrs. Cheyney de 1925 escrita por Frederick Lonsdale. La película cuenta la historia de una elegante ladrona de joyas en Inglaterra, que se enamora de una de sus víctimas.
Esta cinta es una adaptación de una película previa, The Last of Mrs Cheyney de 1929, con el mismo título que la obra de teatro, protagonizada por Norma Shearer y Basil Rathbone. Además, se adaptó posteriormente en un remake titulado La enigmática señora Loverly (The Law and the Lady, 1951), protagonizado por Greer Garson y Michael Wilding.

## Argumento

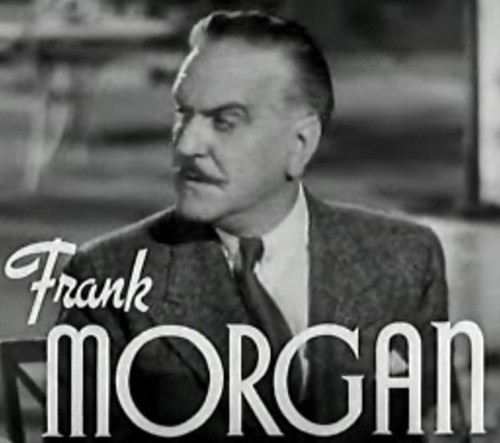
Frank Morgan.

Cuando Lord Francis Kelton (Frank Morgan) encuentra a una hermosa mujer en su camarote, se pone nervioso, pero su amigo playboy, Lord Arthur Dilling (Robert Montgomery), está fascinado por ella. Se entera por la auxiliar del barco que se trata de la viuda estadounidense Fay Cheyney (Joan Crawford) de viaje para afincarse en Inglaterra. En Londres, se convierte en la niña mimada de la sociedad inglesa, impresionando a todos, incluida la tía adinerada de Arthur, la duquesa de Ebley (Jessie Ralph), quien la invita a quedarse con ella durante un fin de semana. Arthur intenta impresionar a Fay, pero ella lo rechaza pese a sentirse atraída por él.

## Producción

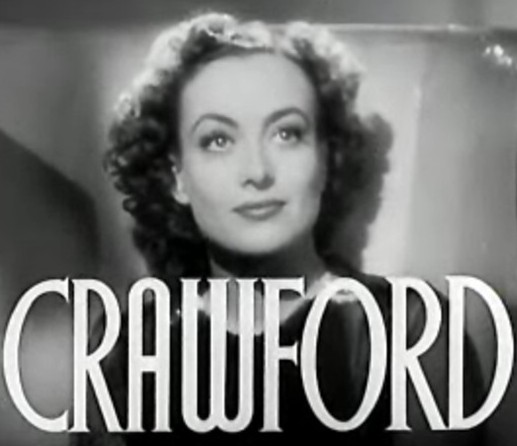
Joan Crawford.

Cuando el director Richard Boleslawski murió repentinamente durante el rodaje, George Fitzmaurice asumió la dirección y cuando enfermó, Dorothy Arzner se encargó de completar la película. Ni Fitzmaurice ni Arzner fueron acreditados.

## Reparto

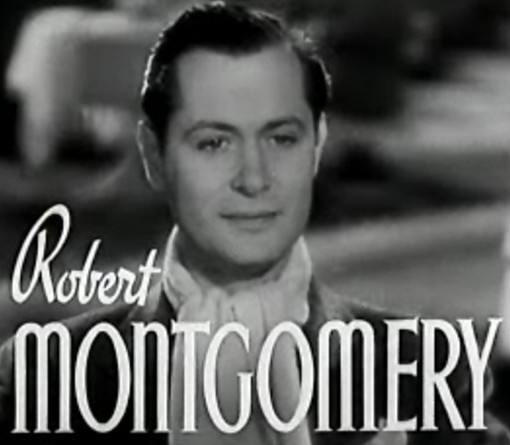
Robert Montgomery.

- Joan Crawford como la Sra. Fay Cheyney
- William Powell como Charles
- Robert Montgomery como Lord Arthur Dilling
- Frank Morgan como Lord Francis Kelton
- Jessie Ralph como la duquesa de Ebley
- Nigel Bruce como Lord Willie Winton
- Colleen Clare como Joan
- Benita Hume como Lady Kitty Winton
- Ralph Forbes como primo John Clayborn
- Aileen Pringle como Maria
- Melville Cooper como William 'Bill'
- Leonard Carey como Ames, el mayordomo de la duquesa.
- Sara Haden como Anna
- Lumsden Hare como el Inspector Witherspoon
- Wallis Clark como George

## Recepción
La película recaudó un total de 1.797.000 millones de dólares: 1.107.000 de los Estados Unidos y Canadá y 690.000 dólares en otros lugares. Obtuvo una ganancia total de 460.000 dólares.
Marguerite Tazelaar escribió en el New York Herald Tribune: «Joan Crawford como la Sra. Cheyney es competente, además de darle considerable simpatía al papel ... La imagen ha sido bellamente montada, la partitura musical que la acompaña es buena y las líneas brillan».